# 3-я Магистральная улица (Москва)
Тре́тья Магистра́льная у́лица — улица в Москве на территории Хорошёвского района Северного административного округа и на его границе с Пресненским районом Центрального административного округа.

## История
Улица получила своё название 23 мая 1952 года как часть системы транспортных магистралей между многочисленными промышленными предприятиями, сосредоточенными на стыке Хорошёвского и Пресненского районов.

## Расположение
3-я Магистральная улица проходит от 2-й Магистральной улицы и Южного моста над путями Малого кольца Московской железной дороги на северо-запад параллельно путям, с востока к ней примыкают 1-й Магистральный проезд и безымянный проезд, являющийся продолжением 1-го Магистрального тупика, затем улица проходит под эстакадой Звенигородского шоссе (имеется съезд со Звенигородского шоссе в направлении центра на 3-ю Магистральную улицу в направлении 2-й Магистральной улицы), далее с северо-востока к ней примыкает 4-я Магистральная улица, 3-я Магистральная улица проходит далее до 1-й Магистральной улицы и Северного моста над путями Малого кольца Московской железной дороги, через который соединяется с 1-м Силикатным проездом. Между 3-й Магистральной улицей, Северным и Южным мостами на Малом кольце Московской железной дороги расположена станция Пресня. Почти вся улица расположена на территории Хорошёвского района Северного административного округа, за исключением короткого участка у 2-й Магистральной улицы, который расположен на его границе с Пресненским районом Центрального административного округа. Нумерация домов начинается от 2-й Магистральной улицы.
В настоящий момент[когда?] ведётся строительство продолжения трассы 3-й Магистральной улицы, которое свяжет её через Шелепихинский тупик и 2-й Красногвардейский проезд с Москва-Сити.

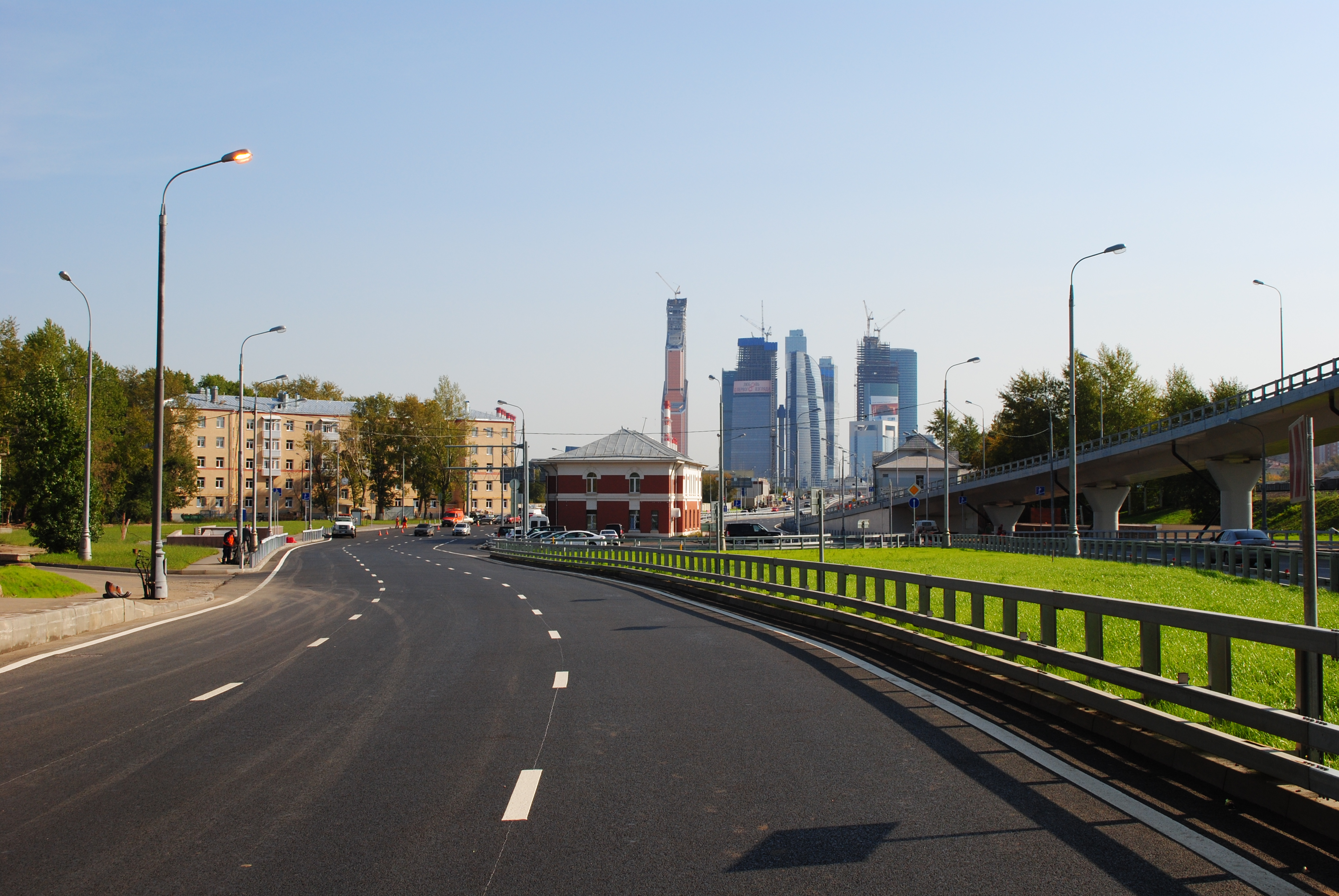
3-я Магистральная улица (вид от Звенигородской эстакады в сторону 2-й Магистральной улицы).
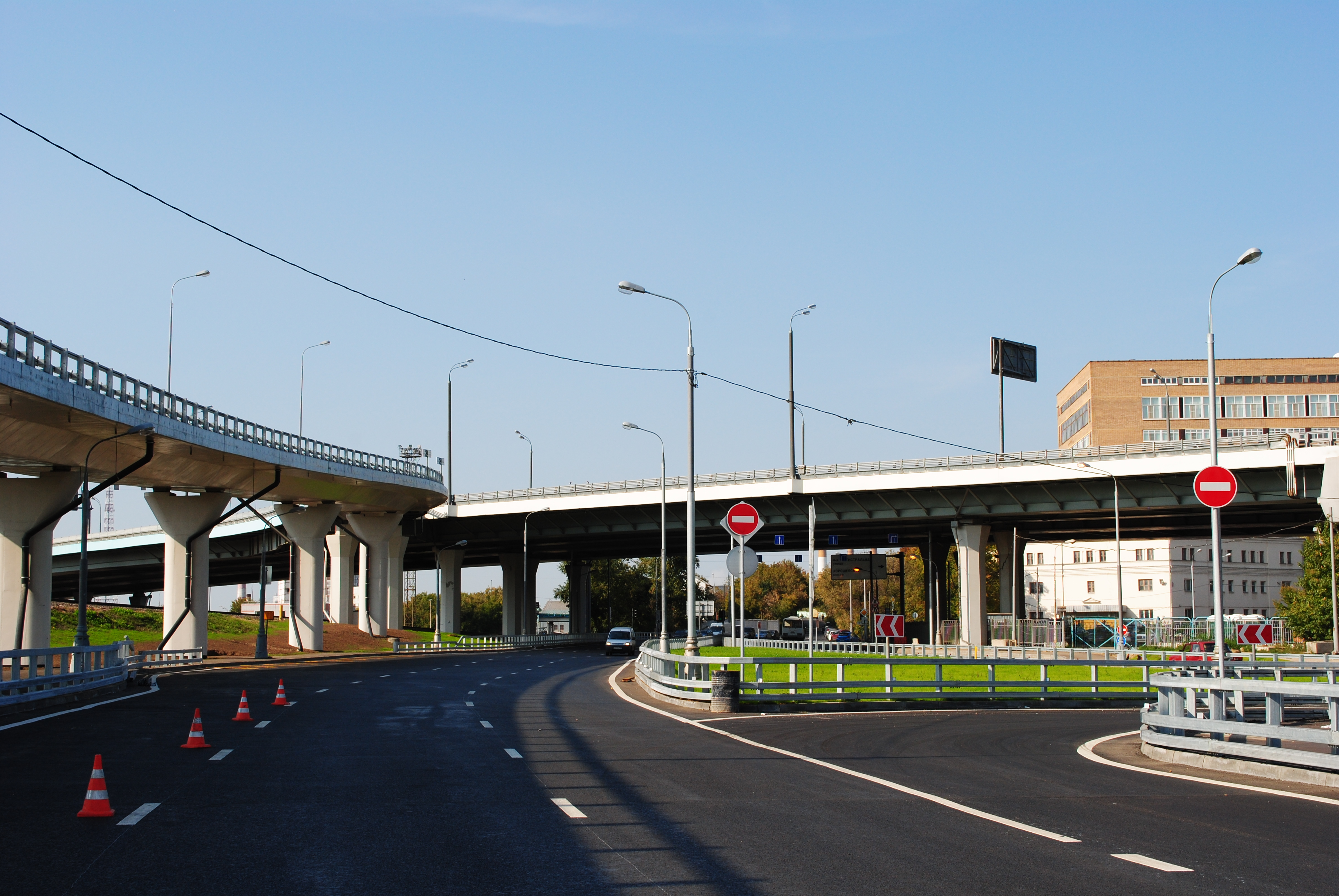
3-я Магистральная улица под Звенигородской эстакадой.
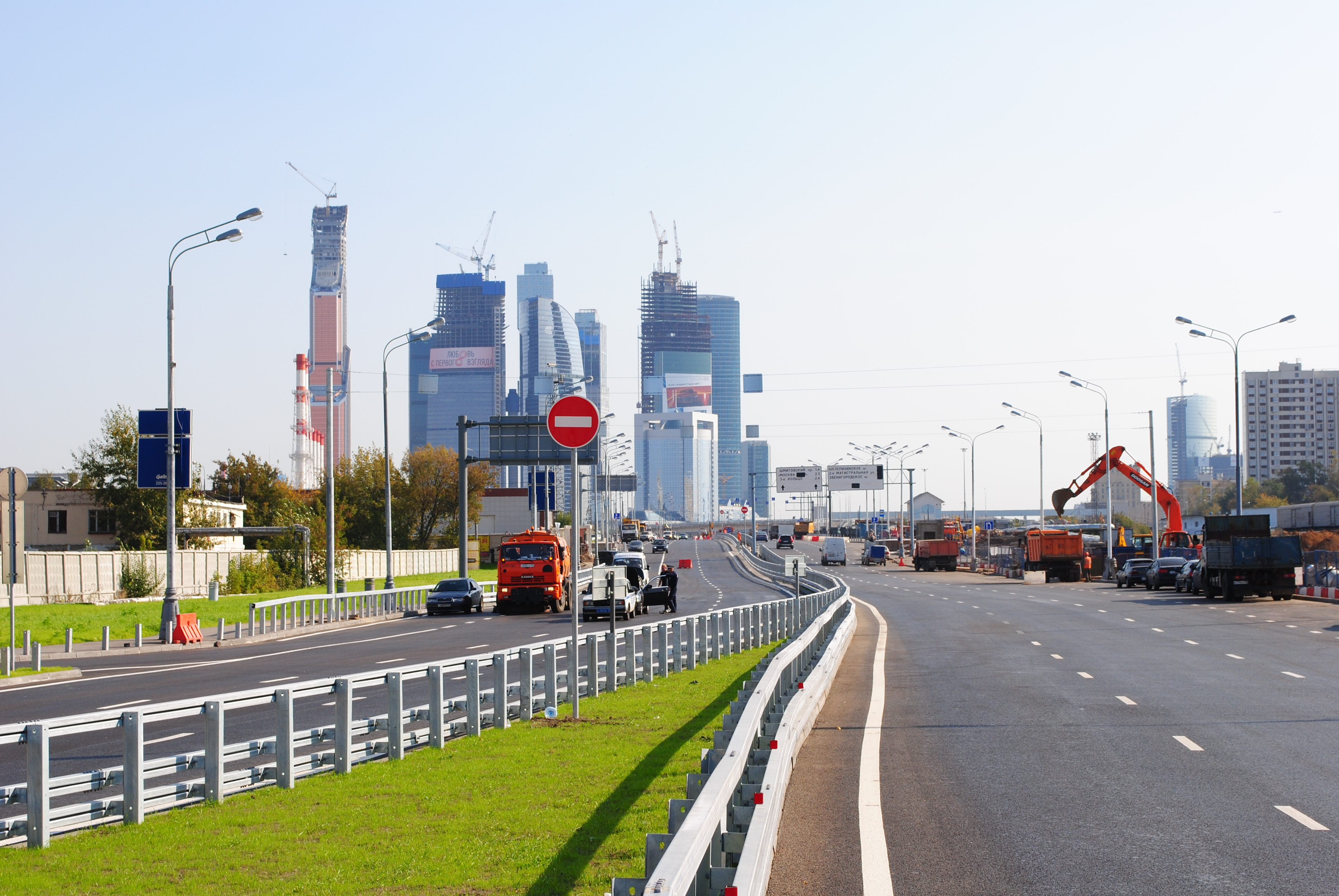
3-я Магистральная улица (вид от 1-го Магистрального проезда в сторону 2-й Магистральной улицы).
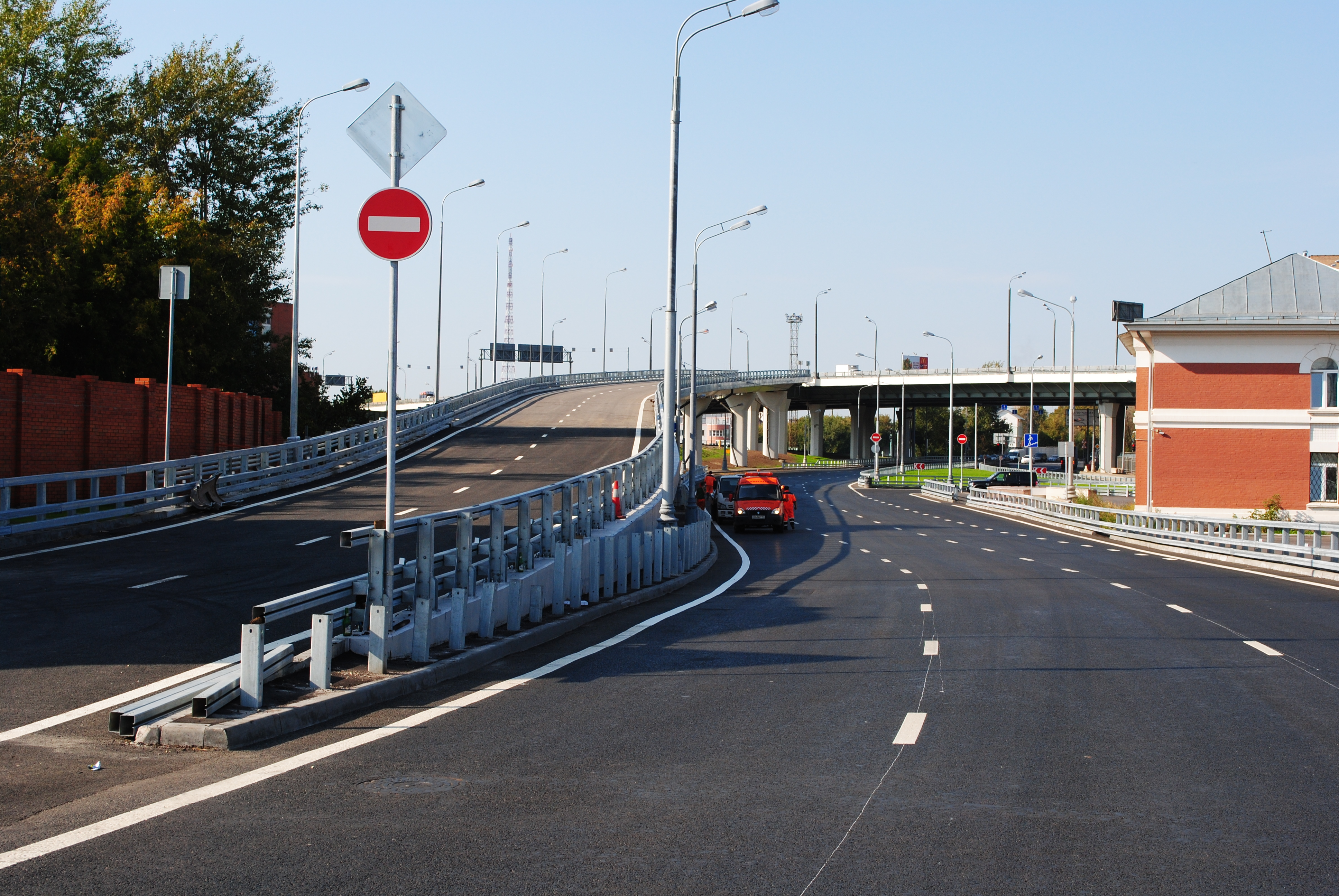
Съезд со Звенигородской эстакады на 3-ю Магистральную улицу.
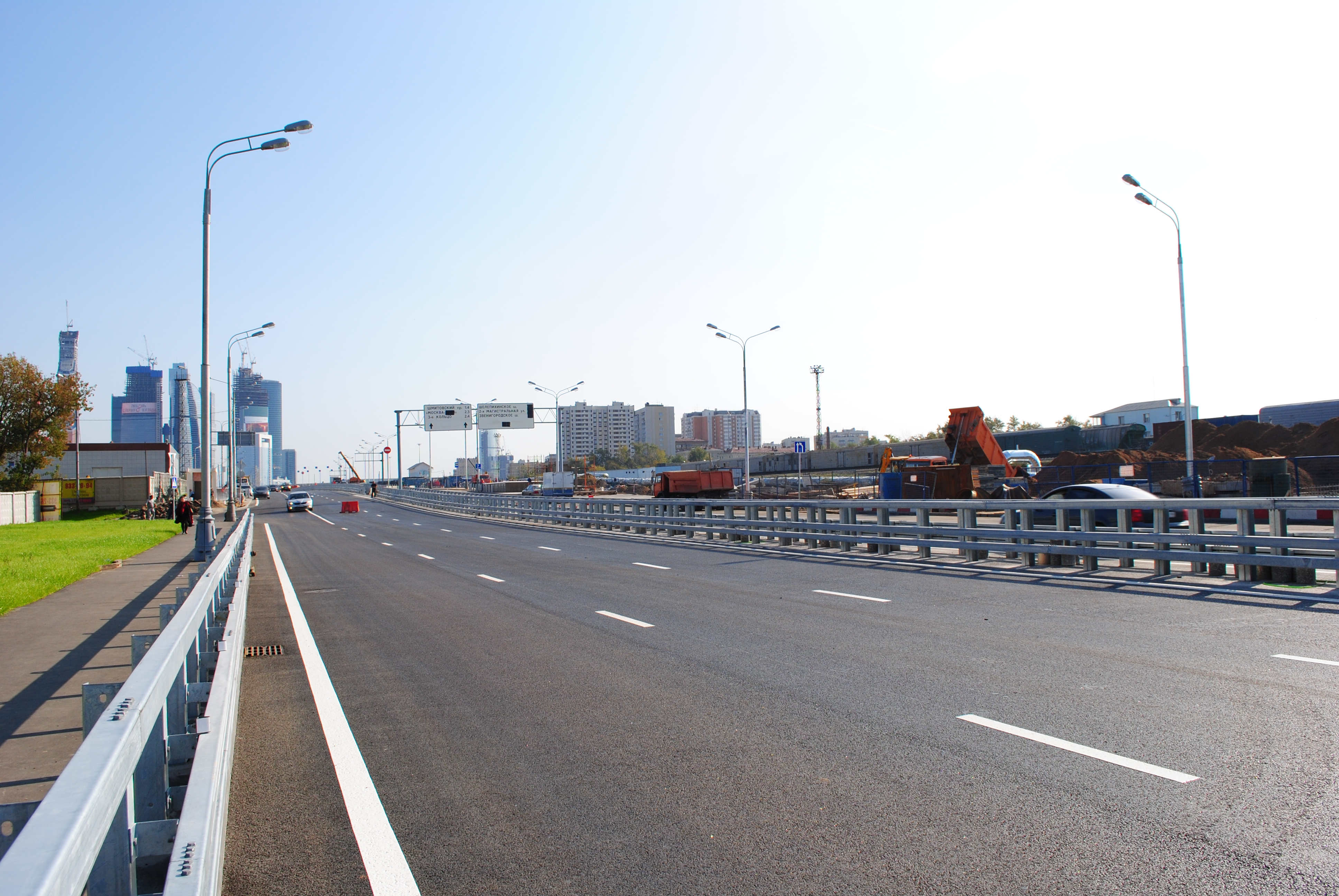
3-я Магистральная улица (вид от 1-го Магистрального проезда в сторону 2-й Магистральной улицы).

## Примечательные здания и сооружения
По нечётной стороне:
- строений нет, территорию занимает станция Пресня Малого кольца Московской железной дороги.

По чётной стороне:
- д. 10 — Пресненский колбасный завод;
- д. 18, стр. 20 — Московская северная таможня, Хорошёвский таможенный пост;
- д. 26в — Савёловский районный суд;
- д. 30 — издательство «Гротек»;
- д. 38 — ВНИИ экономики минерального сырья и недропользования РАН, Российский федеральный геологический фонд (Росгеолфонд).

## Транспорт

### Автобус
- 155:  Филёвский парк —  Шелепиха —  Хорошёвская —  Полежаевская —  Хорошёво —  Народное Ополчение — Проспект Маршала Жукова.

### Метро
- Станция метро «Полежаевская» Таганско-Краснопресненской линии — севернее улицы, на Хорошёвском шоссе.
- Станция метро «Хорошёвская» Большой кольцевой линии — севернее улицы, на Хорошёвском шоссе.

### Железнодорожный транспорт
- Станция МЦК «Шелепиха» — западнее улицы, на Шелепихинском шоссе.
- Платформа «Тестовская (Москва-Сити)» МЦД-1 — южнее улицы, на Шмитовском проезде.
- Платформа «Москва-Сити» МЦД-4 — южнее улицы, на Проектируемом проезде №6680.